# NEO-MAPP
 (février 2022).
 (février 2022).
La mise en forme du texte ne suit pas les recommandations de Wikipédia : il faut le « wikifier ».
Les points d'amélioration suivants sont les cas les plus fréquents. Le détail des points à revoir est peut-être précisé sur la page de discussion.
- Les titres sont pré-formatés par le logiciel. Ils ne sont ni en capitales, ni en gras.
- Le texte ne doit pas être écrit en capitales (les noms de famille non plus), ni en gras, ni en italique, ni en « petit »…
- Le gras n'est utilisé que pour surligner le titre de l'article dans l'introduction, une seule fois.
- L'italique est rarement utilisé : mots en langue étrangère, titres d'œuvres, noms de bateaux, etc.
- Les citations ne sont pas en italique mais en corps de texte normal. Elles sont entourées par des guillemets français : « et ».
- Les listes à puces sont à éviter, des paragraphes rédigés étant largement préférés. Les tableaux sont à réserver à la présentation de données structurées (résultats, etc.).
- Les appels de note de bas de page (petits chiffres en exposant, introduits par l'outil «  Source ») sont à placer entre la fin de phrase et le point final[comme ça].
- Les liens internes (vers d'autres articles de Wikipédia) sont à choisir avec parcimonie. Créez des liens vers des articles approfondissant le sujet. Les termes génériques sans rapport avec le sujet sont à éviter, ainsi que les répétitions de liens vers un même terme.
- Les liens externes sont à placer uniquement dans une section « Liens externes », à la fin de l'article. Ces liens sont à choisir avec parcimonie suivant les règles définies. Si un lien sert de source à l'article, son insertion dans le texte est à faire par les notes de bas de page.
- La présentation des références doit suivre les conventions bibliographiques. Il est recommandé d'utiliser les modèles {{Ouvrage}}, {{Chapitre}}, {{Article}}, {{Lien web}} et/ou {{Bibliographie}}. Le mode d'édition visuel peut mettre en forme automatiquement les références.
- Insérer une infobox (cadre d'informations à droite) n'est pas obligatoire pour parachever la mise en page.

Pour une aide détaillée, merci de consulter Aide:Wikification.
Si vous pensez que ces points ont été résolus, vous pouvez retirer ce bandeau et améliorer la mise en forme d'un autre article.
NEO-MAPP (« Near-Earth-Object - Modelling And Payloads for Protection », en français : « Géocroiseur - modélisations et instrumentations pour la protection ») est un projet concentré sur deux sujets majeurs pour la défense planétaire et l’exploration des astéroïdes. Ce projet est axé sur la maturation des capacités de modélisations numériques existantes, le développement d'instruments, de technologies et de modèles d'exploitations de données dans le but de soutenir les missions spatiales vers les géocroiseurs,. Les modèles étudiés permettent d'appréhender différents processus évolutifs des astéroïdes (impact, dynamique, évolution structurelle...) et leur adaptation à des cas d'utilisations spécifiques.

## Présentation du projet
Le projet NEO-MAPP est un projet financé par la Commission européenne, via le programme Horizon 2020, et coordonné par le CNRS, via l'intermédiaire de Patrick Michel, chercheur issu du Laboratoire Lagrange. Patrick Michel est également Investigateur Principal de la mission spatiale Hera de l'ESA,,.
La mission de référence du projet NEO-MAPP est la mission Hera, actuellement en développement dans le programme de Sécurité de l’Espace de l'Agence spatiale européenne (ESA). Le lancement est prévu en octobre 2024 pour mesurer les résultats de l’impact de la mission DART de la NASA sur le satellite Dimorphos de l’astéroïde double (65803) Didymos.

## Objectifs
Le but d'Hera est de caractériser entièrement les propriétés physiques et la composition de Didymos ainsi que ses propriétés internes, et ce pour la première fois. Les activités de NEO-MAPP accompagnent le développement de cette mission, aussi bien en termes de modélisation numérique que de développement de certains instruments à bord de la sonde et d’outils d’analyse des données obtenues. La plupart des membres de l’équipe scientifique de la mission Hera sont également membres de NEO-MAPP,. 
L'objectif principal de ce projet est de fournir des informations importantes à la fois pour la compréhension de la réponse des astéroïdes aux forces externes (en particulier à l’impact ou à l’approche immédiate d’une planète), et dans les mesures associées effectuées par un vaisseau spatial (en incluant celles nécessaires pour la caractérisation physique et dynamique en général).
De nombreuses communautés s’intéressent aux astéroïdes pour différentes raisons, allant de la science à la défense planétaire en passant par des objectifs commerciaux (par exemple : le minage, l’extraction de ressources et l’exploitation). Le principe de partage scientifique et technologique, propre à ce projet, permet à toutes ces communautés d'obtenir des connaissances, des moyens de modélisation, et des propriétés d'astéroïdes. Ce partage d'informations permet aussi d'améliorer la capacité de réalisation d'opérations à faible proximité pour un petit corps céleste et d’en obtenir des mesures pertinentes. 

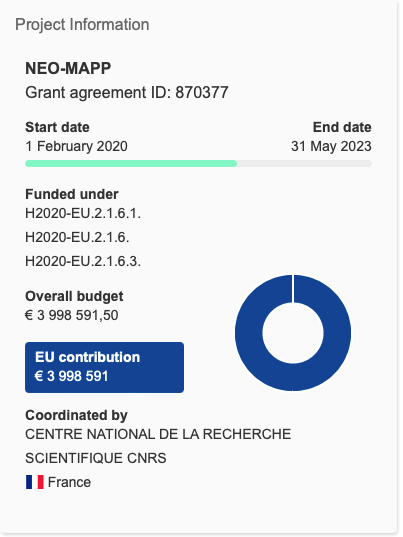
Information sur le projet NEO-MAPP.

Les géocroiseurs les plus menaçants pour la Terre sont les plus petits, d’une taille inférieure à 1km. Cependant, ils sont aussi la population la moins bien connue, car les observations depuis le sol ne permettent pas d’obtenir des mesures de leurs propriétés physiques au niveau de détail requis.

Le programme européen pour la recherche et le développement Horizon 2020.

## Partenaires du projet
Le consortium NEO-MAPP consiste en un regroupement d’instituts de recherche européens et de deux industries spatiales en Europe. La plupart des membres du consortium ont collaboré, sous les auspices de l’ESA, dans les projets d’exploration du Système Solaire. Ils ont également des responsabilités au sein de l’équipe scientifique de la mission Hera, et sont impliqués dans des missions spatiales vers les petits corps d’autres agences spatiales (par exemple ; celles de la NASA et de la JAXA). Quelques partenaires du projet étaient déjà membres des programmes Européens PF7 NEOShield et / ou H2020 NEOShield-2,.
Les 15 partenaires du projet sont les suivants :
- Centre national de la recherche scientifique, CNRS (Laboratoire Joseph Louis Lagrange, France)
- Asteroid Foundation (Luxembourg)
- Airbus Defence and Space (Allemagne)
- Université Aristote de Thessalonique (Grèce)
- Deutsches Zentrum für Luft- und Raumfahrt, DLR (Allemagne)
- FCiencias.ID (pt) – Associacao para a Investigacao e Desenvolvimento de Ciencias, Faculté des sciences de l'Université de Lisbonne (Portugal)
- GMV S.A. (Portugal)
- Institut d'astrophysique des Canaries (Espagne)
- Institut supérieur de l'aéronautique et de l'espace, ISAE (France)[16]
- Musée d'histoire naturelle de Berlin (Allemagne)[17]
- Observatoire royal de Belgique (Belgique)[18]
- Université d'Alicante (Espagne)[19]
- Université de Berne (Suisse)[20]
- ALMA MATER STUDIORUM - Université de Bologne (Italie)[21]
- Université Grenoble-Alpes (France)[22]

Les membres des instituts partenaires contribuant aux modules de travail à vocation scientifique sont des experts dans le processus d’impact, dans l’évolution dynamique des géocroiseurs, et dans la modélisation de leurs propriétés physiques, y compris leurs structures internes. Ce consortium inclut des partenaires ayant une expérience extensive dans le développement de technologies et de systèmes de missions spatiales pertinents. La sensibilisation du public à toutes ces activités est supervisée par un partenaire dont l’expérience et l’efficacité s’est démontrée par le succès croissant de la Journée internationale des astéroïdes. Un évènement qui est organisé chaque année depuis sa création en 2015. Certains partenariats se chevauchent en termes de champs de recherche et de compétences, ce qui assure une synergie entre les différents modules de travail.

## Comité consultatif
Le projet NEO-MAPP est dirigé par un conseil consultatif de 7 membres.
Brian May (guitariste du groupe Queen et cofondateur du mouvement Asteroid Day) assiste le projet sur le volet communication vers le grand public en produisant des paires d'images et des films stéréoscopiques, des modélisations numériques du projet, permettant de les visualiser en 3D.
Ian Carnelli est le manager de la mission Hera à l’ESA, Michael Kueppers est le scientifique ESA de la mission Hera, Aurélie Moussi est une experte des missions vers les petits corps au CNES, Andy Cheng est l’un des responsables de la mission DART de la NASA au Laboratoire de physique appliquée (APL) de l’Université Johns-Hopkins, Paul Abell est un représentant de la NASA expert des petits corps et Makoto Yoshikawa est le chef de mission de Hayabusa 2 à la JAXA.

## Résultats
Les résultats obtenus par le projet contribuent à faire avancer notre compréhension des géocroiseurs. Ils permettent aussi l'enrichissement et la progression de l'expertise des scientifiques et ingénieurs européens, à la fois dans les efforts consacrés à la défense planétaire et dans ceux consacrés à l'exploration des petits corps.
Ainsi, les membres du projet participent à la publication d'articles dans des revues à comité de lecture parmi lesquelles on retrouve Science, Nature Astronomy, Nature Communications, Astronomy & Astrophysics, The Planetary Science Journal et Icarus.

## Sensibilisation du grand public
Le projet s'est également donné pour objectif d'accroître la médiatisation de la recherche scientifique spatiale dédiée à la défense planétaire, la sensibilisation du public (notamment auprès des plus jeunes et des étudiants en science ou ingénierie) aux risques d'impacts et la prise en considération par la communauté scientifique européenne de ce risque global. Ce dernier est à faible probabilité, mais à potentiellement forte conséquence pour la planète. La médiatisation grand public est effectuée via un concours de vidéos publiées sur un site web et des interventions dans les médias,,.

### Liens Externes
- Neomapp.eu – le site web du projet
- Center for Near Earth Object Studies (CNEOS) – Jet Propulsion Laboratory, NASA
- Table of Asteroids Next Closest Approaches to the Earth – Observatoire Astronomique de Sormano
- IAU Minor Planet Center - Centre des planètes mineures
- Current Map Of The Solar System – Observatoire d'Armagh
- Asteroid Day - organisation de la Journée Internationale des astéroïdes

### Vidéos
- Lien Youtube pour les vidéos sur NEO-MAPP.
- Chaîne Vimeo NEO-MAPP project & Hera mission.